# Liste der Kawasaki-Motorräder

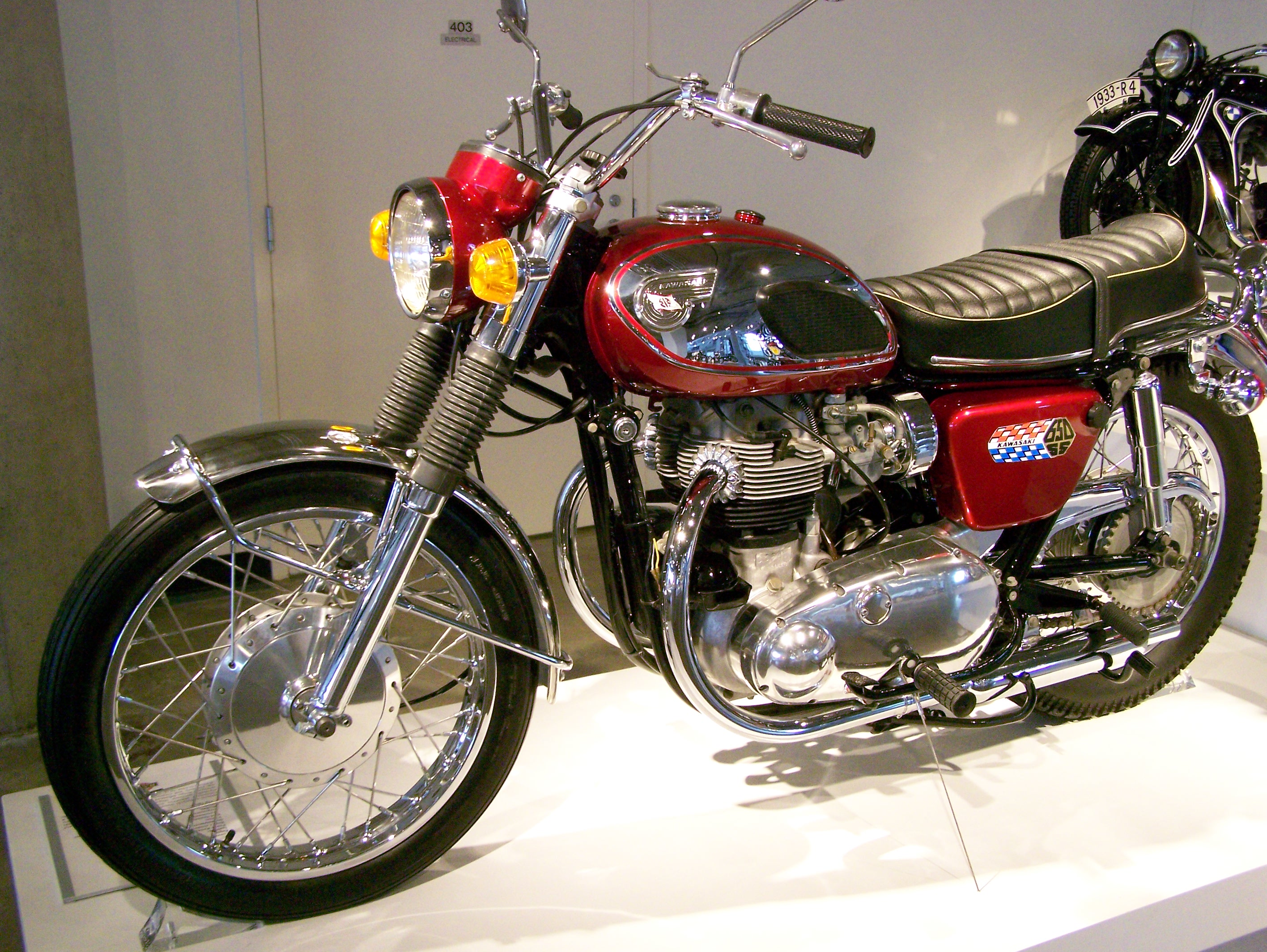
Kawasaki 650 W1SS

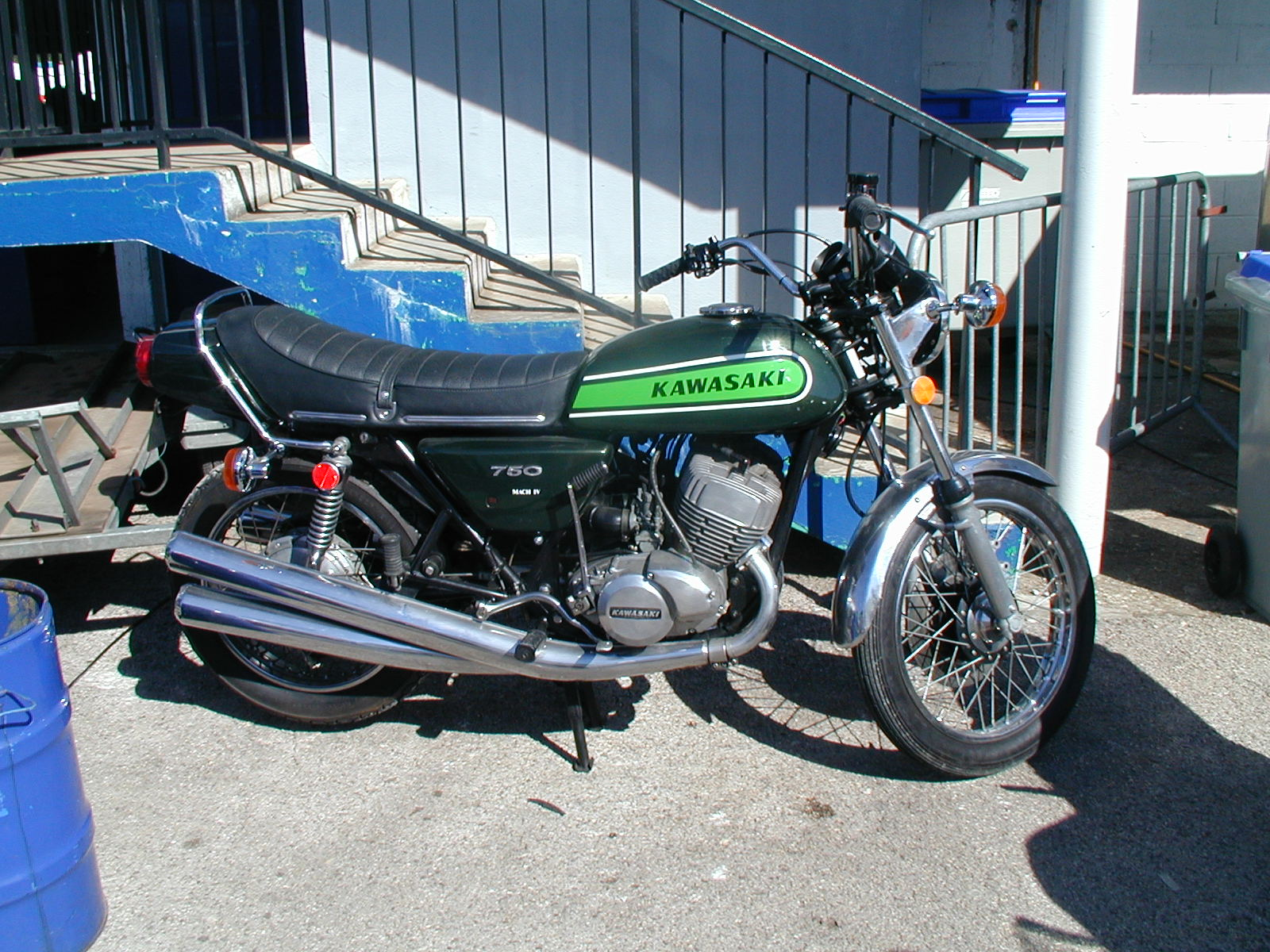
Kawasaki 750 H2

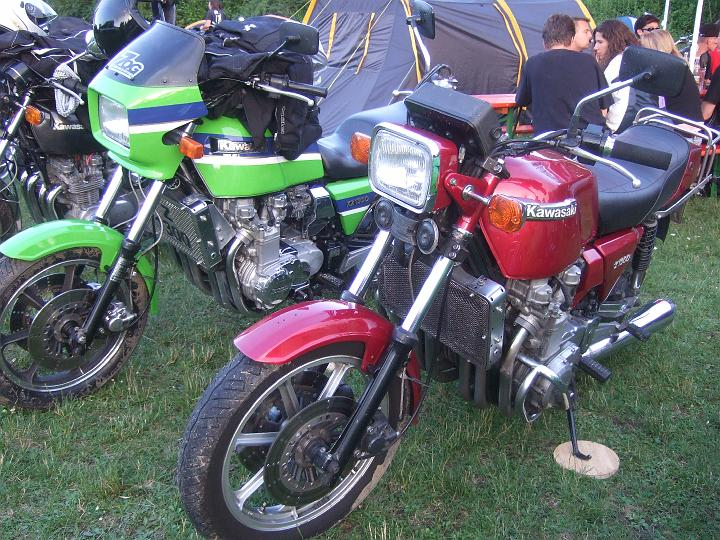
Kawasaki Z 1300

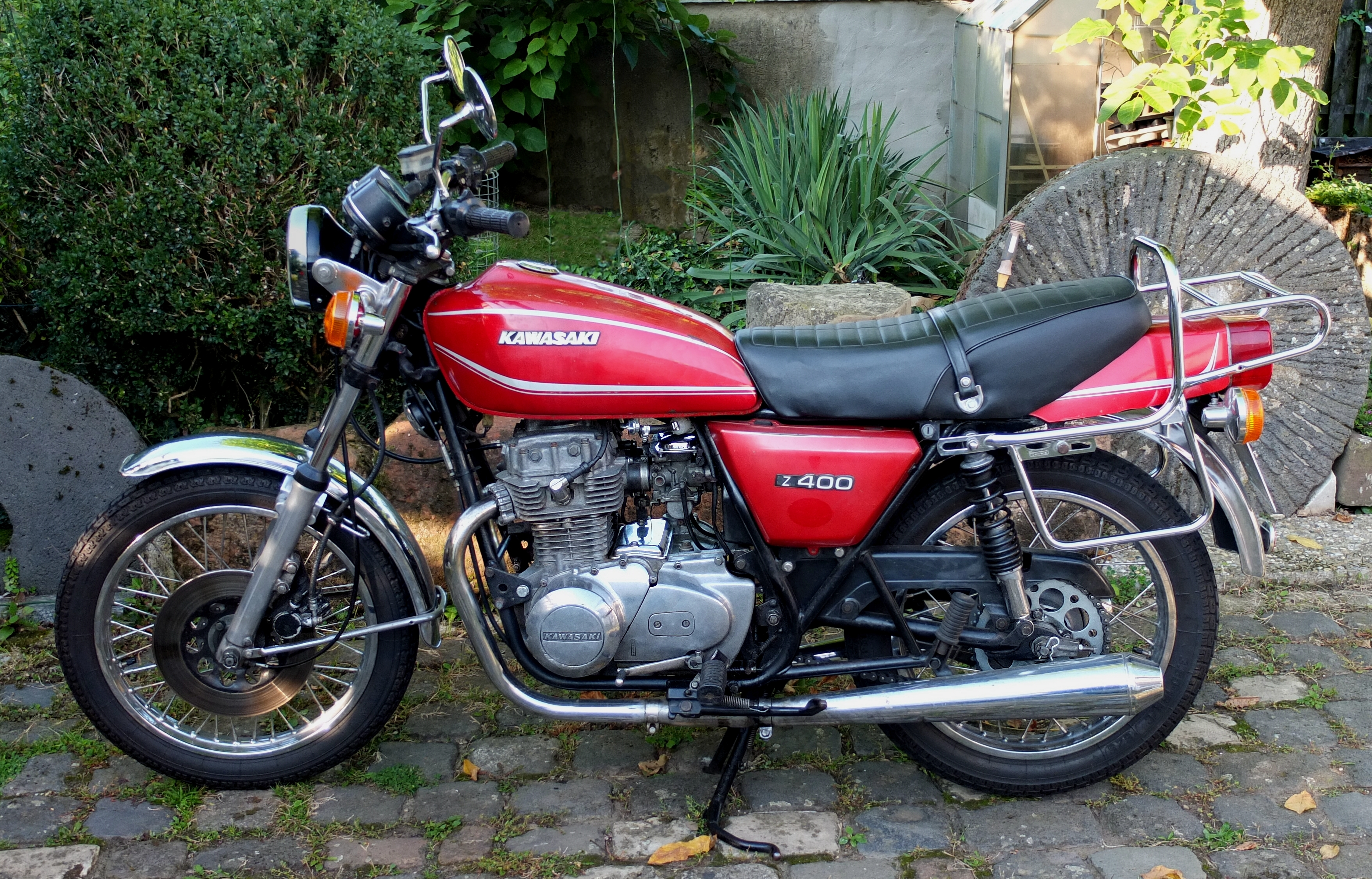
Kawasaki Z 400 (1978)

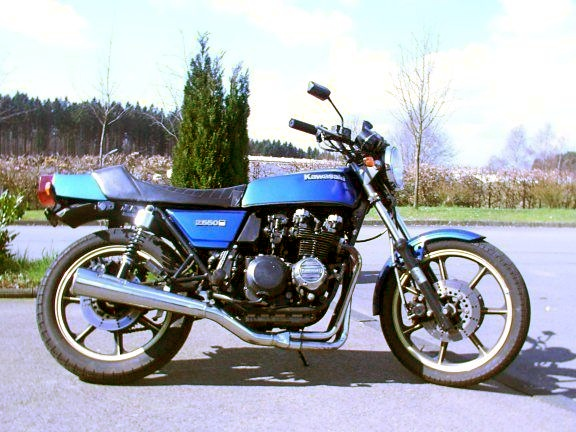
Kawasaki Z 550 B (1981)

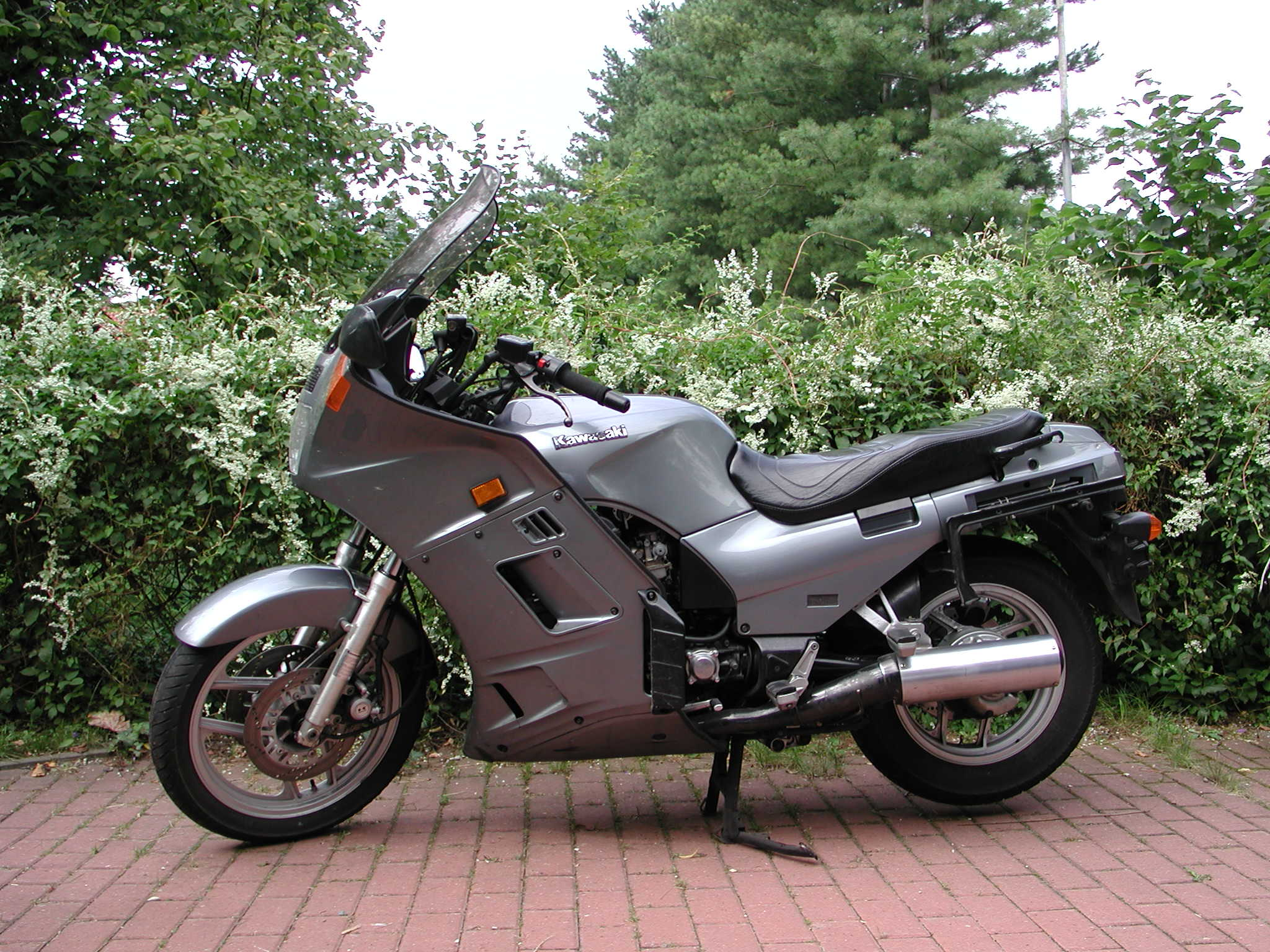
Kawasaki GTR 1000 (1989)

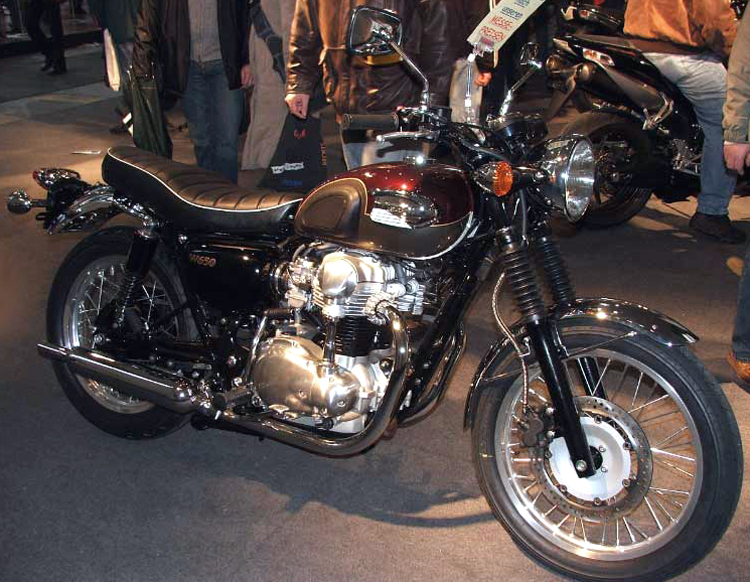
Kawasaki W 650

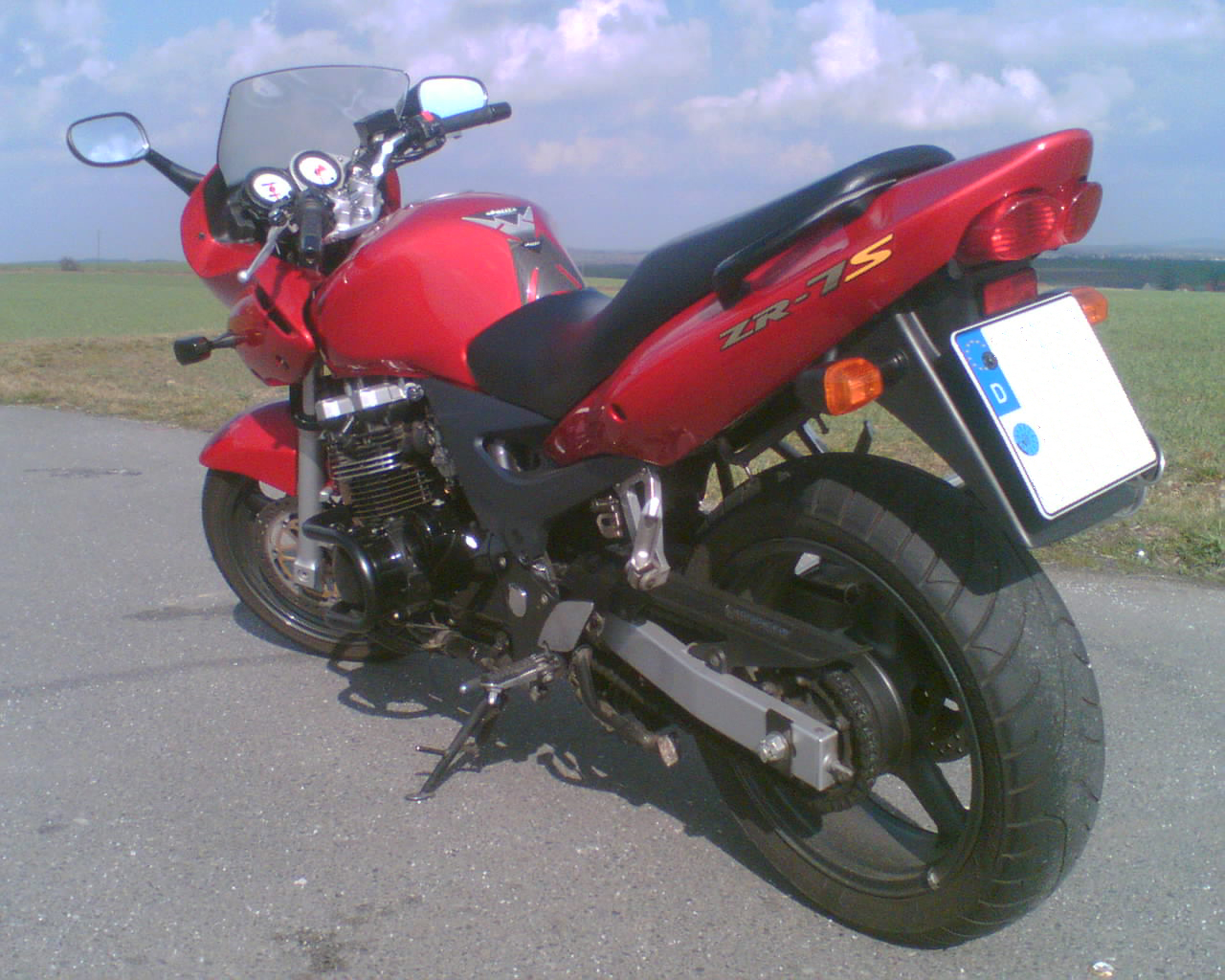
Kawasaki ZR 7 S (2002)

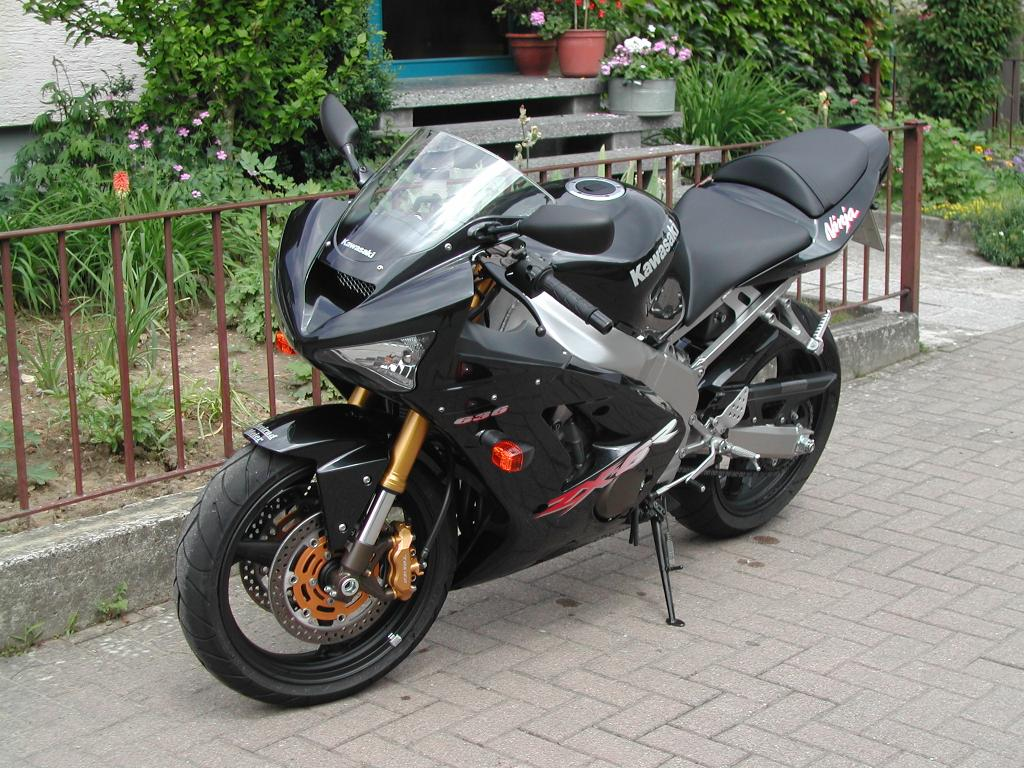
Kawasaki ZX 6 R (2003)

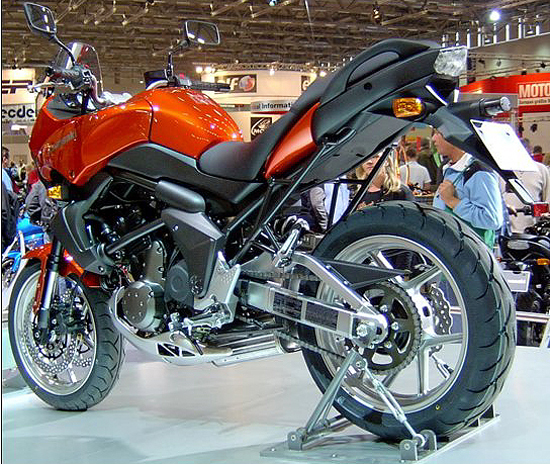
Kawasaki Versys (2007)

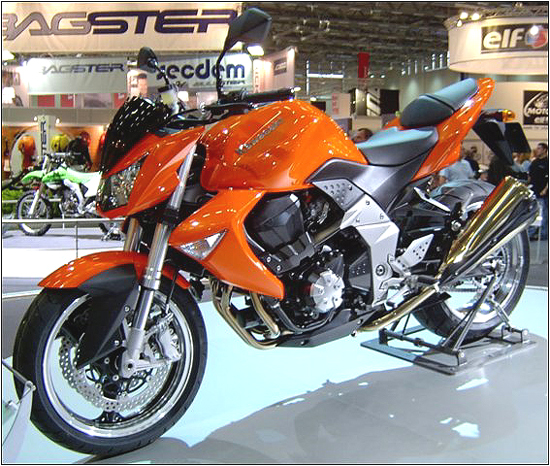
Kawasaki Z 1000 (2007)

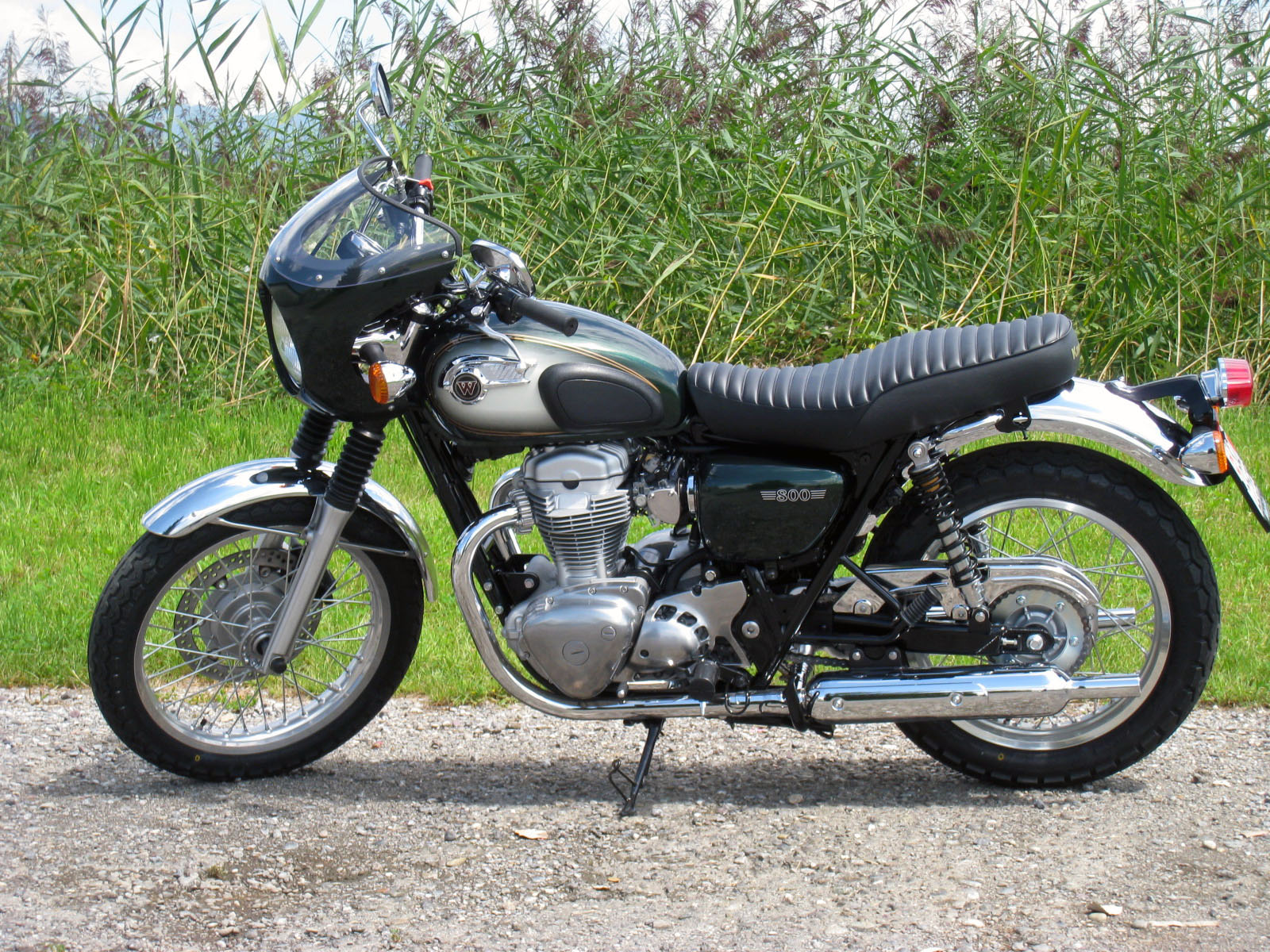
Kawasaki W 800 (2011)

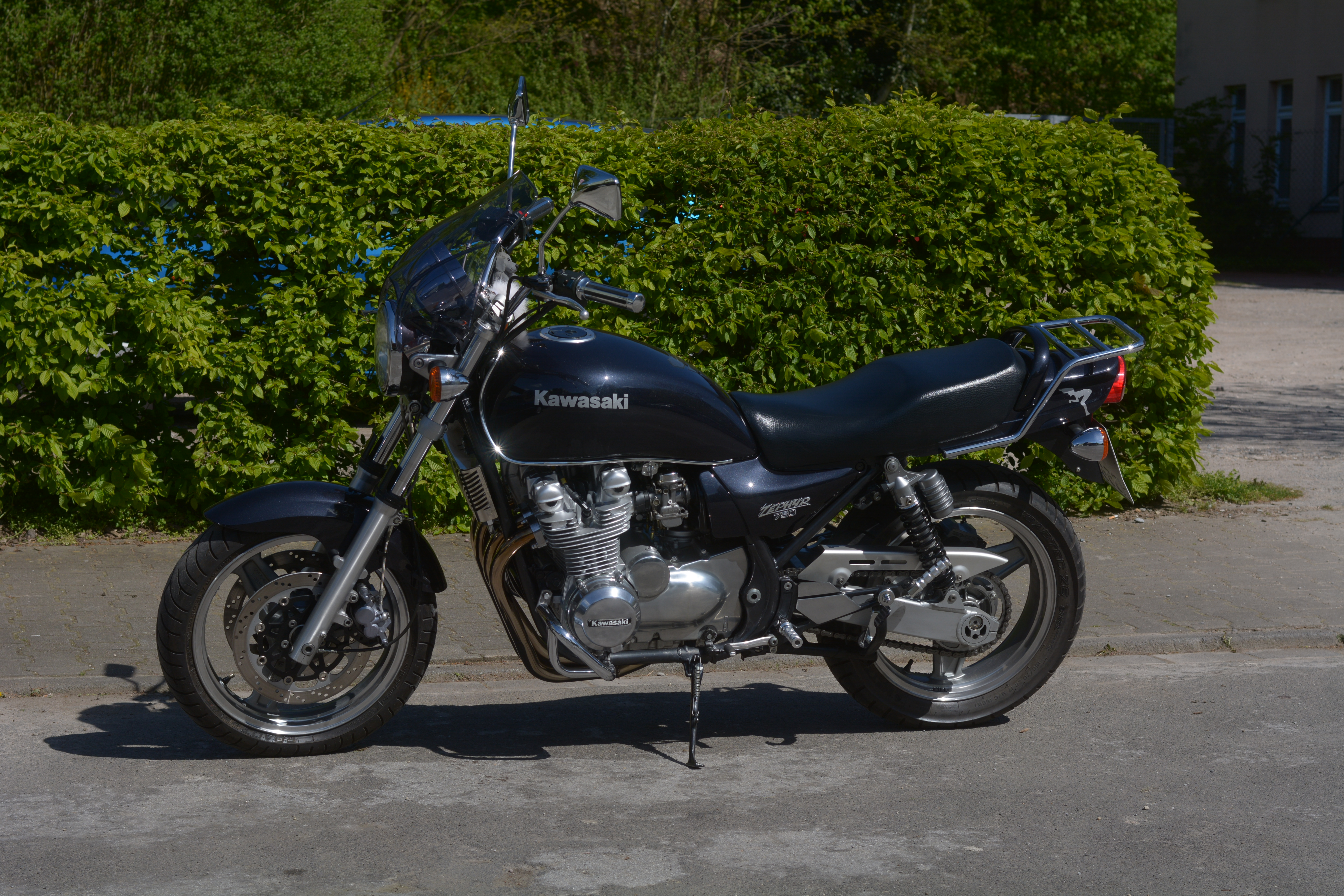
Kawasaki Zephyr 750

Diese Liste der Kawasaki-Motorräder ist nicht alphabetisch, sondern chronologisch und nach Motorradtypen gegliedert. Aktuelle in Deutschland erhältliche Modelle sind mit fetter Schrift hervorgehoben. Die angegebenen Jahreszahlen dienen nur der groben Orientierung. Produktion und Vertrieb unterscheidet sich je nach betrachtetem Absatzmarkt stark und lassen sich hier nicht in Gänze darstellen. Diese werden, wenn genau bekannt, in den entsprechenden Artikeln erörtert.

## Meilensteine in der Motorradproduktion

### 1960er Jahre
- 1966 begann der Ein- und Aufstieg von Kawasaki mit der 650 W1, die knapp 50 PS aus 650 cm³ produzierte. Der japanische Motorradhersteller Meguro aus dem gleichnamigen Tokioter Stadtteil brachte die 500-Twin K1 Stamina schon 1959 auf den Markt, die im Wesentlichen der 500er BSA A7 entsprach. Nach Einverleibung von Meguro, Anfang der 1960er Jahre, in die Kawasaki Heavy Industries, wurde die Maschine auf 624 cm³ gebracht. Die Modelle nannten sich nun W1, W1S, W1SS, W2, W2SS, W2TT und W3 und wurden bis Ende 1974 gebaut.
- 1966, parallel zur 650 W1, zeigte die 250 Samurai A1 mit 2-Zylinder Zweitakter und 31 PS aus 247 cm³, dass die Japaner auch Hochleistungsmotorräder bauen konnten. 1967 folgte die 350 Avenger A7 mit 338 cm³ und 40,5 PS, als aufgebohrte Version der 250 A1. Beide hatten Drehschieber für die seitlich angebauten Vergaser.
- 1969: 500 H1 Mach III, in Japan als 500-SS – Der Dreizylinder-Zweitakter mit 500 cm³ und 60 PS war in der Beschleunigung zu dieser Zeit unschlagbar. Das Fahrwerk war dieser Leistung allerdings nicht gewachsen, ein Problem, welches auch bei der späteren 750 H2 Mach IV noch deutlich in Erscheinung trat, und so gab man dem Motorrad den Beinamen „Witwenmacher“. Erstes Modell einer Dreizylinder-Reihe zwischen 250 und 750 cm³. Abgeleitet von der 500 H1, war die 500 H1R eine käufliche Rennmaschine.

### 1970er Jahre
- 1971: 750 H2 Mach IV, in Japan als 750-SS – Dreizylinder-Zweitakter mit 750 cm³ und 74 PS. Ebenfalls die 250 S1 Mach I, in Japan 250-SS – Dreizylinder-Zweitakter mit 250 cm³ mit 28 PS und die 350 S2 Mach II, in Japan 350-SS – Dreizylinder-Zweitakter mit 350 cm³ und 45 PS.
- 1972: Die 900 Z1 super4 war das erste Serienmotorrad mit zwei obenliegenden Nockenwellen (DOHC) und luftgekühltem Reihen-Vierzylinder. Es war damals mit 900 cm³ und 82 PS das stärkste Motorrad der Welt und erstes Modell einer großen Serie von Vierzylindern mit 900 bis 1.100 cm³ (82 bis 120 PS).
- 1973: Die 750-RS Z2, als Parallelmodell der 900 Z1 super4, kommt nur in Japan auf den Markt. 1973–1975 als 750-RS (Roadster) mit 69 PS und 1976 als Z 750 Four.
- 1973: Die 400 S3, als Nachfolgerin der 350 S2 Mach II, kommt auf den Markt. 1976–1979 als KH400.
- 1977: Kawasaki bringt ihr erstes Einzylinder-Viertaktmodell auf den Markt, die Z200. Mit 17 PS und 200 cm³ war sie als günstiges Einsteigermotorrad gedacht, wurde aber schon 1980 von der größeren Z250 abgelöst.
- 1979: Großer Tourer Z 1300. Erstes Serienmotorrad der Welt mit wassergekühltem Sechszylindermotor mit 120 PS (Vergaserversion), spätere Versionen mit Saugrohreinspritzung erreichten 96 kW (130 PS). Löste zusammen mit der Honda CBX die Diskussionen über die Leistungsbeschränkung auf 74 kW (100 PS) in Deutschland aus. Nur geringe Stückzahlen, heute ein begehrter Youngtimer.

### 1980er Jahre
- 1982: Die Z 550 GT kommt auf den Markt. Der 50-PS-Tourer verfügt über Kardanantrieb und wird bis zum Jahr 1990 gebaut.
- 1983: Die GPZ 900 R wird mit einer ganzen Reihe von Innovationen vorgestellt, die es vorher bei keinem anderen Serienmotorrad gab, und sie war das schnellste Serienmotorrad ihrer Zeit. Sie wurde u. a. auf dem amerikanischen Markt unter dem Namen „Ninja“ verkauft und war damit das erste Modell von Kawasaki, das diesen Namen trägt. Die Motorräder, die später diesen Namen weitertrugen, bilden auch heute noch die Flaggschiffe von Kawasaki. Von der Kawasaki Z 750 Turbo wurden 1983–1987 in der BRD 1502 Exemplare verkauft.[2]
- 1984: Einführung der KLR in Deutschland, um mit der Konkurrenz, z. B. der Yamaha XT, mitzuhalten.
- 1986: Die GPZ 1000 RX (in anderen Ländern als Ninja 1000R) wird als Nachfolgerin der GPz900R auf den Markt gebracht, und wie ihre Vorgängerin erringt sie die Krone des schnellsten Serienmotorrads ihrer Zeit.
- 1986: GPZ 400 R (in Europa als GPZ 600 R). Das originelle Design dieses Modells führte zu anhaltend guten Verkaufszahlen. Sie unterschied sich von anderen „Racing Replicas“ durch einen innovativen Stahlrahmen im Aluminium-Design.
- 1986: GTR 1000 – vollverkleidetes Tourenmotorrad mit Kardanantrieb und Koffern.
- 1987: GPZ 500 S – einer der erfolgreichsten Sporttourer von Kawasaki.
- 1988: Die ZX-10 kommt auf den Markt, sie verfügt in der offenen Version über 139 PS und war Kawasakis erstes Motorrad mit Aluminiumrahmen und abschraubbaren Unterzügen als Doppelschleifen-Konstruktion sowie schwimmend gelagerten Bremsscheiben und Doppelkolben-Bremszangen. Sie wird nur bis einschließlich 1990 gebaut.
- 1989: Zephyr (ZR 400/550/750/1100), die Naked-Bike-Modellreihe leitete die Trendwende weg von vollverkleideten Rennreplikas hin zum Technik zeigenden Motorrad. Das Konzept zeigte Wirkung und wurde schnell von anderen Herstellern adaptiert. Ebenso kam die erste ZXR750 auf den Markt.

### 1990er Jahre
- 1990: ZZR 600 – erste 600er mit Aluminiumrahmen und (bis 1991) mit 98 PS stärkstes Motorrad dieser Klasse. Typenbezeichnung: ZX 600 D, nach der Komplettüberarbeitung im Jahr 1993: ZX 600 E.
- 1990: ZZR 1100. Als technische Innovation wurde ein Ram-Air-System, bei dem der Staudruck zur Motoraufladung genutzt wird, eingebaut. 150 PS und ein Tacho bis über 300 km/h ließen das Gerät besonders für Geschwindigkeitsfanatiker geeignet erscheinen.
- 1992: Estrella – ein klassisches Naked Bike mit luftgekühltem 250 cm³ Einzylindermotor im Design der 1950er und 1960er Jahre. In Deutschland trotz markanten Designs wegen ihrer Leistungswerte (nur 13 kW/18 PS) ein Flop, in Japan bis heute ein Erfolg.
- 1994: Die ZX-9 R „Ninja“, ein Supersportler mit 899 cm³ Vierzylinder-Reihenmotor und 141 PS wird auf den Markt gebracht.
- 1995: Mit der Ninja ZX-6 R bringt Kawasaki den weltweit ersten 600er-Supersportler mit Aluminiumrahmen heraus. Die „ZX 600 F“, so die interne Bezeichnung, besitzt eine Motorleistung von 74 kW (100 PS), legt den Sprint von 0 auf 100 km/h in 3,6 Sekunden zurück und wiegt trocken nur 182 kg (vollgetankt 206 kg). Nach dem Erfolg des ersten Modells, das bis 1997 gebaut wird, folgen meist im 2-Jahres-Rhythmus neue und leistungsfähigere Nachfolger.
- 1996: ZX-7 RR – das Homologationsmodell für die FIM-Superbike-Weltmeisterschaft kommt mit einem 748 cm³ DOHC-Reihenvierzylinder, 130 PS und 75 Nm. Dazu gibt es einen Aluminium-Brückenrahmen und ein voll einstellbares Fahrwerk mit Upside-Down-Gabel.
- 1998: Vorstellung der W 650, ein Naked Bike mit 675 cm³ großem, 50 PS starkem Königswellen-Zweizylinder im Retrodesign der 1960er Jahre.
- 1999: Einführung der ZR-7 mit luftgekühltem Vierzylinder-Reihenmotor im modernen Design und aktueller Fahrwerkstechnik mit Monofederbein. Erst als Naked Bike, später auch mit Halbschale als S-Version.

### 2000er Jahre
- 2000: Ninja ZX-12 R. Das neue Flaggschiff von Kawasaki wurde als schnellste Serienmaschine der Welt angepriesen, die neue große Ninja mit 1.199 cm³ und 131 kW (178 PS)/190 PS mit Ram Air.
- 2003: Ninja ZX-6 R, Ninja ZX-6RR und Z 1000. Neuentwicklung der Ninja ZX-6R mit 636 cm³ und der 599-cm³-Version Ninja ZX-6 RR für die FIM-Supersport-Homologation. Mit dem polarisierenden Streetfighter-Design des neuen Vierzylinder-Naked Bikes Z 1000 (953 cm³, 127 PS, 95,6 Nm) wurde die Legende der Z-Modelle wiederbelebt.
- 2004: Ninja ZX-10R, Kawasaki brachte das bisher stärkste Superbike auf den Markt: 175 PS (mit Ram-Air 184 PS) bei 170 kg Trockengewicht. Die 110 PS starke Z 750, das 200 cm³ hubraumschwächere und einfacher ausgestattete Schwestermodell der Z 1000, sollte an die Tradition der leistungsstarken Vierzylinder-Naked-Bikes anschließen, die Kawasaki in den 1980ern begründet hatte.
- 2005: Kawasaki brachte mit der neuen Ninja ZX-6R den bisher stärksten 600er Supersportler auf den Markt: 130 PS und 70,5 Nm bei 164 kg Trockengewicht, inzwischen nur noch mit 636 cm³. Die Z 750 gab es nun als „S“ mit tourentauglicher Halbverkleidung. Für das kommende Modelljahr stellte Kawasaki im Sommer die neue ER-6n vor, ein Mittelklasse-Naked-Bike mit 650 cm³ großem Reihen-Zweizylinder-Motor und mutigem Design.
- 2006: Präsentation der ER-6f, dem verkleideten Schwestermodell der ER-6n, des Supersporttourers ZZR 1400 mit nominell 192 PS (bzw. 200 PS mit Ram Air) aus einem 1.400 cm³ R4-Motor – das stärkste Serienmotorrad der Welt. Die Ninja ZX-10R wurde tiefgreifend modellgepflegt, der kompromisslose Rennstreckencharakter ging dabei etwas verloren. Ursache dafür war vor allem, wie auch bei anderen 1000er Supersport-Motorrädern, die Einführung der Euro-3-Norm. Die 2007er Generation der Ninja ZX-6R wurde Mitte Oktober 2006 auf der Intermot vorgestellt; neuer Motor (wieder ausschließlich mit 599 cm³) in einem ebenfalls neu entwickelten Chassis. Ihr Rennstreckencharakter wurde erfolgreich gehalten, sie sollte wieder mal die kompromissloseste ihrer Klasse sein. Weltpremiere feierte auch die zweite Generation der Z 1000 und der Z 750 mit neuem, kantigeren Design, verbessertem Fahrwerk und überarbeitetem Motor. Als drittes Modell der ER-6-Reihe wurde der Allrounder Versys mit längeren Federwegen, Upside-Down-Gabel und Aluminium-Schwinge vorgestellt.
- 2007: Präsentation der 1400 GTR, eines Sporttourers auf Basis des 1.400 cm³ R4-Motors der ZZR 1400.[3]

### 2010er Jahre
Anfang 2014 waren in Deutschland 343.891 Kawasaki-Krafträder zugelassen, was einem Anteil von 8,5 % entspricht. Anfang 2019 waren es noch 8,1 % bei 358.456 Kawasaki-Krafträdern.
- 2014: Es wird die Ninja H2 mit 200 PS sowie die Ninja H2R mit 310 PS angekündigt. Im Jahr 2016 erreicht der türkische Rennfahrer Kenan Sofuoğlu eine Höchstgeschwindigkeit von 400 km/h damit, dies stellte die bis dato höchste jemals gemessene Geschwindigkeit eines Motorrades auf Asphalt dar.

- 2019: Die Z 125 und Ninja 125 kommen auf den Markt. Speziell für den europäischen Markt produzierte Motorräder für Besitzer des A1-Führerscheins.

### 2020er Jahre
- 2022: Vorstellung der Ninja 7 Hybrid, dem ersten hybriden Serienmotorrad der Welt.
- 2024: Es startet der Verkauf der Z e-1 und der Ninja e-1, erstmals voll elektrische Motorräder von Kawasaki.

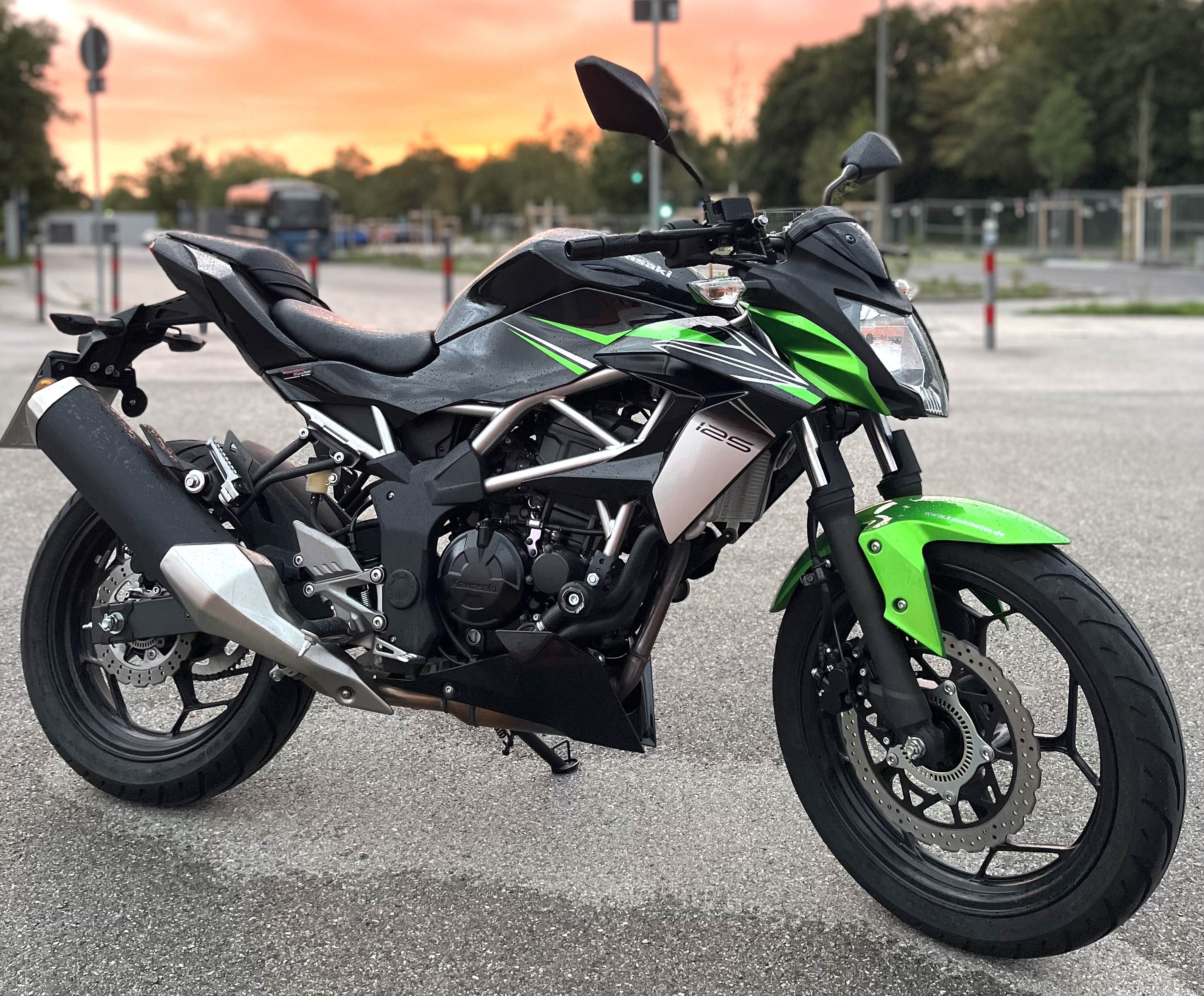
Kawasaki Z 125 (2023)

## Historische Fahrzeuge
- 650 W1 (1966, später auch als W1, W1S, W1SS, W2, W2SS, W2TT sowie W3 und auch 650-RS bis 1974)
- 250 Samurai A1 (1966–1971, R2-Zweitakt-Motor)
- 350 Avenger A7 (1967–1971, R2-Zweitakt-Motor)
- 500 H1 Mach III, in Japan als 500-SS (1969–1976, R3-Zweitakt-Motor)
- 250 S1 Mach I, in Japan als 250-SS (1971–1985, R3-Zweitakt-Motor)
  - KH 250 (1976–1980, R3-Zweitakt-Motor)
- 350 S2 Mach II, in Japan als 350-SS (1970–1973, R3-Zweitakt-Motor)
- 400 S3 (1974–1975, R3-Zweitakt-Motor)
  - KH 400 (1976–1979, R3-Zweitakt-Motor)
- 750 H2 Mach IV, in Japan als 750-SS (1972–1975, R3-Zweitakt-Motor)

- KH 125 (1975–1998, Einzylinder-Zweitakt-Motor)

- Z-Baureihe (klassisch, die ersten Viertaktmotoren von Kawasaki)
  - Z 1 (~900 cm³) → Z 900 → Z 1000 Z1-R → Z 1000 MKII → Z 1000 ST → Z 1000 FI → Z 1000 J → Z 1000 R → Z 1100 R
  - Z 200 (1977–1979)
  - Z 250 C / Z 250 LTD (1980–1984)
  - Z 400 (1973–1979)
  - Z 400J (1980–1984)
  - Z 440 / Z 440 LTD (1980–1983 bzw. 1984)
  - Z 500 (1979–1983)
  - Z 550 (1980–1997)
  - Z 650 (1976–1983)
  - Z 750 (1976–1989)
    - Z 750 Turbo (1983–1985)
    - Z 750 LTD (1980–1983)

  - Z 1100 LTD (1981–1985)
  - Z 1300 (R6-Motor, 1980–1989)

## Supersportler

### Einzylinder
- Ninja ZX-150 RR (seit 1996)
- Ninja 125 (seit 2019)

### R2-Motor
- KR1S (250 cm³, 2-Takt-Motor)
- Ninja 250 R → Ninja 300 (seit 2013)
- Ninja 400 R (seit 2011)

### R4-Motor
- Tomcat ZX-10 (~1000 cm³, 1988–1990)
- ZX-R-Baureihe
  - ZXR 250 oder Ninja ZX-2R (1988–2004)
  - ZXR 400 oder Ninja ZX-4R (1989–1999)
  - Ninja ZX-6R (~600 cm³, seit 1995)
  - ZXR 750 und ZXR 750 R „Stinger“ (1989–1994) → ZX-7 R und ZX-7 RR (~700 cm³, 1995–2003) → Ninja ZX-10R (~1000 cm³, seit 2004)
  - Ninja ZX-9R (1996–2003)
- Ninja H2 (~1000 cm³, seit 2015)
- Z 900 (seit 2016)

### Elektro
- Ninja e-1 (seit 2024)

### Hybrid
- Ninja 7 Hybrid (seit 2023)

## Sporttourer

### R2-Motor
- GPZ 305 (1983–1991)
- GPZ 400 R (1985–1990)
- GPZ 500 S oder Ninja 500 R (1986–2009)

### R4-Motor
- GPZ 400
- GPZ 550 → GPZ 600 R oder Ninja 600 R (1985–1997) → GPX 600 R oder Ninja 600 R
- GPZ 750
- GPX 750 R oder Ninja 750R (1986–1991)
- GT 550
- GT 750
- GPZ 900 R (1983–1993, in Japan bis 2003) → Ninja ZX-9 R (~900 cm³, 1994–2003)
- GPZ 1000 RX oder Ninja 1000 R (1986–1988)
- GPZ 1100
- ZZR 600 oder Ninja ZX-6 E (1990–2008)
- ZZR 1100 oder Ninja ZX-11 (1990–2001) → Ninja ZX-12 R oder ZZR 1200(~1200 cm³, 2000–2006) → ZZR 1400 oder Ninja ZX-14 R (seit 2006)
- GTR 1000 (1986–2004) → 1400 GTR (2007–2016)
- Z 1000 SX (seit 2010)

## AllrounderundNaked-Bikes

### Einzylinder-Motor
- BJ 250 Estrella
- Z 125

### R2-Motor
- ER-5 (~500 cm³) → ER-6n (~650 cm³, 2006–2016) → Z 650 (seit 2016)
- ER-6f (~650 cm³, 2006–2016) → Ninja 650 (seit 2017)

### R4-Motor
- Zephyr-Baureihe (1991–2000)
  - Zephyr 550
  - Zephyr 750
  - Zephyr 1100
- ZRX 1100 (1997–2001) → ZRX 1200 (2001–2008)
- ZR-7 (1999–2004) → Z 750 (2004–2012) → Z 800 (2013–2016) → Z 900 (seit 2016)
- Z 1000 (seit 2003)
- Z 500 (1978 bis 1983) → Z 500 MY2024
- Z 300

### Elektro
- Z e-1

### Hybrid
- Z7 Hybrid

## EndurosundReiseenduros(Dual Purpose)
- KMX (2-Takt-Einzylinder, ~125 und ~200 cm³)
- KLR-/KLX-Baureihe (Einzylinder-Viertakt-Motor)
  - KLR 250
  - KLR 600 (1984–1986) → KLR 650 (1987–2003)
  - KLX 650 (1993–2001)
  - KLX 250
  - KLX 120
- KLV 1000 (V2-Motor, baugleich mit Suzuki DL 1000 V-Strom, 2004–2005)
- KLE-Baureihe
  - KLE 500 (R2-Motor, 1991–2007) → KLE 650 Versys (R2-Motor von der ER-6, seit 2006)
  - KLE 1000 Versys (R4-Motor von der Z 1000, seit 2012)
- Versys-X 300 (R2-Motor von der Ninja 300, seit 2016)

## ChopperundCruiser
- Kawasaki Eliminator (R4, R2-, V2- und Einzylinder-Motoren)
  - ZL 900 (1985–1986) → ZL 1000 (1987–1988)
  - ZL 750 (1986–1989)
  - ZL 600
  - ZL 400 (1994)
  - EL 250 (1988–1997) → ZL 400 (1998–?)
  - EL 175
  - EL 125
  - Eliminator 500

### V2-Motor
- VN-Baureihe („Vulcan“)
  - VN 750 (1986–1995, in den USA bis 2004) → VN800 (1995–2006) → Vulcan 900 Classic (seit 2006)
  - VN 1500 → VN 1600 (2002–2009) → Vulcan 1700 Voyager und Vulcan 1700 Nomad (2009–?)
  - VN 2000 (2004–2008)

### R2-Motor
- W-Baureihe
  - W 650 (1999–2006) → W 800 (seit 2011)
- VN-Baureihe („Vulcan“)
  - EN 450 LTD (1984–1990)
  - EN 500
  - Vulcan S (~650 cm³)

## Großroller
- J 300 (Baugleich mit Kymco Downtown 300i)
- J 125 (Baugleich mit Kymco Downtown 125)

## Wettbewerbsmotorräder
(nicht im Bereich der Straßenverkehrs-Zulassungs-Ordnung zu betreiben)

### Rennsport
- H1R (~500 cm³, 1969–1973, Klasse bis 500 cm³)
- KR 250/350
- Ninja ZX-RR (2002–2009, MotoGP)
- Ninja H2R (~1000 cm³, seit 2015)

### Motocross
- KX-Baureihe
  - KX 65
  - KX 85 (Kleinrad und Großrad)
  - KX 125
  - KX 250 F
  - KX 250
  - KX 450
  - KX 500